# 絨毛性ゴナドトロピン
絨毛性ゴナドトロピン（じゅうもうせいゴナドトロピン、chorionic gonadotropin）は、絨毛から分泌されるホルモンである。
母体内卵管で受精した卵は、子宮に着床して、絨毛を発達させる。この絨毛からは、脳下垂体前葉の黄体形成ホルモン(LH)と同じ様な糖タンパクホルモンが分泌される。このホルモンは、受精卵が着床して絨毛が発達すると共に急速に放出され、3ヶ月程は尿中にも高濃度に証明されるので、初期の妊娠状態の確認にも利用されている。胎盤が十分に発達した時には、妊娠は胎盤性のプロゲステロンにより維持されるが、初期には胎盤が未発達のため、黄体に働きかけて黄体からプロゲステロンを放出させると考えられている。